# El mandarín (novela)
El mandarín (título original portugués: O Mandarim) es una novela corta del escritor portugués Eça de Queirós publicada en 1880.

## Escritura y publicación
La novela fue escrita durante unas vacaciones que su autor pasó en Angers (Francia), en el verano de 1880. Apareció por primera vez por entregas en el Diário de Portugal, entre los días 7 y 18 de julio de 1880. En una versión ampliada, fue publicada en libro por Chardron ese mismo año.

## Argumento
El libro está narrado en primera persona por su protagonista, Teodoro, un sencillo escribiente que habita en una casa de huéspedes en Lisboa y lleva una vida rutinaria. En un libro adquirido en un rastrillo, Teodoro lee que existe en China un mandarín fabulosamente rico; si Teodoro toca una campanilla, según el libro, el mandarín morirá, y Teodoro heredará todos sus bienes. Se presenta entonces el Diablo, que insta a Teodoro a tocar la campanilla. El protagonista termina por ceder, y tiene una visión en la que unos desconocidos mencionan la muerte de un tal Ti Chin Fu. Un mes después, se le comunica que ha heredado una fabulosa suma de un mandarín así llamado.
Al principio Teodoro se dedica a disfrutar de su recién adquirida riqueza, pero le van invadiendo los remordimientos, ya que se considera culpable de la muerte de Ti Chin Fu, e imagina que sus legítimos herederos pueden encontrarse en la indigencia por su causa. Por ese motivo, decide viajar a China para reparar su crimen. En Pekín conoce a un general ruso, llamado Kamilov, y a su esposa (con la que mantiene una relación adúltera). Siguiendo el consejo de Kamilov, viaja a la provincia en que vivía Ti Chin Fu, pero es asaltado por unos bandidos y dado por muerto. Es recogido por unos sacerdotes lazaristas, quienes lo cuidan hasta que, repuesto, puede regresar a Pekín. Desde allí retorna a Europa, decidido ya a quedarse con su fortuna, pero de nuevo le asaltan los remordimientos. Suplica al Duende que se quede con sus riquezas y resucite al mandarín, pero éste le dice que ya es imposible. Teodoro, sintiéndose morir, hace testamento y lega sus millones al Diablo.

## Recepción
La publicación de la novela no tuvo demasiado eco en su momento. Los partidarios del Naturalismo, que habían recibido muy positivamente obras anteriores de Eça de estética realista, como El crimen del padre Amaro y El primo Basilio, quedaron desagradablemente sorprendidos por el tono fantástico de la narración.
Por el contrario, al escritor Oliveira Martins la novela le gustó lo suficiente como para enviarla, en 1884, al editor Ladislaw Mickiewicz para que la publicase, traducida al francés, en la Revue Universelle Internationale de París. Para esta nueva edición de la obra el autor redactó una carta-prefacio, en la que justifica el tono fantástico de la obra como un divertimento, acorde con el fantasioso carácter portugués, aunque afirma que no renuncia en absoluto a la estética naturalista.
Jorge Luis Borges incluyó El Mandarín en su Biblioteca Personal, una colección de 64 libros.